# غار کیم نیانگ
غار کیم نیانگ (به کره ای: 김녕굴)، دالان گدازه ای واقع در شهر ججو یکی از مکان‌های تاریخی کره، ثبت شده در میراث جهانی یونسکو است. این دالان گدازه ۷۵۰ متر طول دارد و توسط جریان مواد مذاب از غار منجن جدا شده. این غار همچنین به نام غار مار نیز مشهور است.
طبق افسانه‌ها مار بزرگی در این غار زندگی می‌کرد که هرسال به یک قربانی جوان نیاز داشت.

## افسانه‌ها
در یکی از روایت‌های مختلف از این داستان پدری که مایل نبود اجازه دهد دخترش قربانی شود، مار را فریب داد تا از لانه اش بیرون بیاید و سپس او را با تبر خود کشت و به صدها قطعه خرد کرد و آنها را در یک ظرف بزرگ کیمچی قرار داد. با این حال، تنها جسم مار از بین رفت و روح آن همچنان به آزار و اذیت اهالی روستا ادامه می‌داد و به آنها التماس می‌کرد که که قطعات بدن مار را از شیشه خارج کنند. روستاییان که تاب تحمل کابوس‌های مداوم را نداشتند، شیشه را باز کردند و محتوای آن را روی زمین ریختند و متوجه شدند که هر قطعه به یک مار زنده تبدیل شده‌است. ظاهراً به همین دلیل ججو گرفتار مارها شده‌است.
در افسانه ای دیگر گفته شده: یک افسر جوان، که می‌خواست فرماندار ججو شود، مار را با تظاهر به پیشکش کردن یک باکره و گوت از غار خود بیرون کشید و آن را کشت. داشت دور می‌شد که صدایی را شنید که به او می‌گفت: برنگرد! اما او برگشت و روح مار را دید که از روی لاشه خود با چنان نمای وحشتناکی برخاسته بود که افسر از ترس جان داد. "
روح مار سپس خود را به دو قطعه baduk (بازی تخته ای کره ای) تبدیل کرد و خود را به سئول منتقل کرد و در آنجا دو نفر اهل ججو آن را پیدا کردند. ظاهراً آنها به بدشانسی گرفتار شدند و سعی کردند قطعات را بفروشند اما هیچ‌کس آنها را خریداری نمی‌کند. وقت آن فرا رسید که آنها به ججو برگردند، کاپیتان کشتی از حرکت امتناع ورزید تا اینکه یک مودانگ [شمن] احضار و کوت دیگری برای آرام کردن روح مار نگه برگزار شد.
سرانجام آنها حرکت کردند اما هنگامی که کشتی به جزیره نزدیک می‌شد آن دو نفر خواب دیدند که مهره‌ها به دو زن زیبا تبدیل شده‌اند که خود را به ساحل رسانده‌اند و در آنجا با مردی روبرو شده‌اند و تقاضای غذا کردند اما مرد امتناع ورزید و سپس آنها را مورد ضرب و شتم قرار داد، بنابراین آنها به روستای توسان گریختند و خود را در میان زنان روستا پنهان کردند و تا امروز گفته می‌شود که زنان روستا دارای روح مار هستند.
مشهورترین نسخه افسانه و به نظر می‌رسد که اثبات حکایت داشته باشد، ادعا می‌کند که در سال ۱۷۳۵، در شرق روستای گیمنیونگ در جزیره ججو یک غار عظیم وجود داشت که در آن یک مار غول پیکر زندگی می‌کرد و غار Baemgul یا sagul نامیده می‌شد، ساگل، به معنی غار مار. هر ساله، اهالی روستا یک آیین بزرگ (keungut) برگزار می‌کردند و یک دوشیزه را به عنوان قربانی به مار پیشکش می‌دادند. اگر آنها مراسم را برگزار نمی‌کردند، باران نمی‌بارید، وزش باد شدید می‌شد شود، اسب و گاوها می‌مردند، و بیماری و بلایای دیگر بر سر مردم آواره می‌شد. با این وجود هیچ خانواده اشرافی حاضر نبود دختر خود را پیشکش کند و همیشه دختری از خانواده‌های عوام قربانی می‌شد و این باعث شد ازدواج برای دختران عادی غیرممکن شود. در همین زمان قاضی ای به نام سئو ریان در ججو منصوب شد. وقتی خبر غار مار را شنید، عصبانی شد و دستور داد تا مراسمی برگزار شود و نوشیدنی، کیک برنج (ttoeok) و دوشیزه ای را به عنوان قربانی به مار تقدیم شود. سپس با همراهی سربازان خود را به غار رساند. این مراسم برای مدت طولانی ادامه داشت و سرانجام یک مار عظیم‌الجثه از غار بیرون آمد و پس از اتمام نوشیدنی‌ها و کیک برنج، سعی کرد دوشیزه را بخورد، قاضی سئو و افرادش با نیزه و شمشیر به مار حمله کردند و او را کشتند. شمن که در حال مشاهده این امر بود به قاضی هشدار داد، "عجله کن و با اسب خود به قلعه ججو برو. هر اتفاقی که افتاد، نباید به عقب نگاه کنید. " قاضی سئو سوار بر اسب و به سلامت به بیرون دروازه شرقی قلعه رسید، اما وقتی یکی از سربازانش گفت: "قربان از پشت سر خون باران می‌بارد." قاضی سئو پاسخ داد، "چگونه ممکن است بر روی زمین خون ببارد؟" و ناخودآگاه به عقب نگاه کرد، و بلافاصله مرد. خون مار مرده به آسمان سرازیر شده بود و به باران تبدیل شده بود تا به دنبال سئو بیاید.